# Morderstwo uczennicy w Sasebo
Morderstwo uczennicy w Sasebo (jap. 佐世保女子高生殺害事件; Sasebo Joshikōsei Satsugai jiken; pl. dosł. Morderstwo uczennicy liceum w Sasebo) znane również jako jap. 佐世保高1同級生殺害事件; pl. dosł. Sprawa morderstwa koleżanki z 1 klasy liceum w Sasebo – było zabójstwem 15-letniej japońskiej licealistki Aiwy Matsuo (松尾 愛和, Matsuo Aiwa) przez koleżankę z klasy 26 lipca 2014 roku. Do morderstwa doszło w mieszkaniu podejrzanej w Sasebo w prefekturze Nagasaki, gdzie Matsuo została uderzona w tył głowy narzędziem następnie uduszona i częściowo rozczłonkowana w tym pozbawiona głowy.

## Szczegóły
Podejrzana, która w chwili popełnienia przestępstwa miała 15 lat, ale wkrótce po nim skończyła 16, rzekomo zamieściła szczegóły i zdjęcia zbrodni na popularnym japońskim forum dyskusyjnym 2channel. Policji powiedziała „Chciałam kogoś zabić. Chciałam przeprowadzić sekcję zwłok. ...Narzędzia kupiłam sama”. Podejrzana wcześniej zaatakowała ojca metalowym kijem baseballowym, co skłoniło go i jej macochę (jej biologiczna matka zmarła rok wcześniej) do zostawienia jej mieszkania, gdy zaczęła uczęszczać do liceum. Uważa się, że najpierw dokonywała sekcji zwłok kota oraz posiadała kilka podręczników medycznych.

## Przebieg

### Przed morderstwem
Dziewczyna uczęszczała do kliniki psychiatrycznej od czasu, gdy w marcu 2014 roku pobiła ojca metalowym kijem baseballowym. Lekarz uprzedził ojca, że „spanie w tym samym domu może zagrażać jego życiu”, dlatego też od kwietnia pozwolił córce mieszkać samej w mieszkaniu, w którym doszło do zdarzenia.
Ofiara około tygodnia przed zdarzeniem powiedziała rodzicom, że zamierza odwiedzić dom sprawczyni (mówiąc, że sprawczyni ją zaprosiła).
23 lipca w rozmowie z macochą sprawczyni mówiła o swojej przyjemności z zabijania kotów oraz morderczych pragnieniach. Z tego powodu 25 lipca, dzień przed zdarzeniem, ojciec z macochą rozmawiali w tej sprawie ze szpitalem psychiatrycznym, ale otrzymali od nich informację, że hospitalizacja w tym dniu nie jest możliwa ze względu na warunki panujące w placówce. Ustalono również, że ojciec z macochą nie chcieli od razu zgłaszać sprawy na policję, lecz jeszcze tego samego dnia zadzwonili do Centrum Poradni Dziecięcej po poradę. Osoba, która odebrała, powiedziała im, że już nie pracują i, że będą musieli to załatwić w poniedziałek (28 lipca).
26 lipca około godziny 15:00 ofiara wyszła z domu, mówiąc swoim rodzinom, że zamierza spędzić czas z przyjaciółką.

### Morderstwo
26 lipca pomiędzy godziną 20:00 a 22:00 sprawczyni dokonała zabójstwa pokrzywdzonej poprzez wielokrotne uderzenie jej narzędziem w tył głowy oraz uduszenie smyczą dla psa. Przyczyną śmierci ofiary było uduszenie w wyniku ucisku szyi.
Następnie sprawczyni odcięła ofierze głowę i lewy nadgarstek. Na obszarze klatki piersiowej znajdowały się również liczne rany, przypuszczalnie zadane ostrzem noża.

### Po morderstwie
Bezpośrednio po zdarzeniu sprawczyni umyła się i zmieniła ubranie, co jest czynnością podejrzaną o niszczenie dowodów. Przypuszcza się również, że sprawczyni wyrzuciła swój smartfon z piątego piętra mieszkania.
Rodzina ofiary, zaniepokojona tym, że córka nie wraca do domu, zadzwoniła do rodziny sprawczyni, gdyż ofiara powiedziała im, że zamierza odwiedzić jej dom. Sprawczyni powiedziała, że ofiara wyszła od niej około godziny 18.30. Około godziny 23:00 rodzice ofiary zadzwonili pod numer alarmowy 110 i złożyli nakaz przeszukania.
We wczesnych godzinach 27 lipca funkcjonariusze odwiedzili mieszkanie sprawczyni, ale ta odpowiedziała, że nie zna ofiary. Podejrzliwy funkcjonariusz wszedł do pokoju i znalazł ciało ofiary z odciętą głową i lewym nadgarstkiem leżącymi na plecach na łóżku morderczyni.
Sprawczyni została natychmiast aresztowana po tym, jak przyznała się do morderstwa.

## Następstwa
31 lipca 2014 roku w odpowiedzi na morderstwo stacja Fuji TV odwołała emisję czwartego odcinka zredagowanego na nowo anime Psycho-Pass, w którym również miały pojawić się morderstwa nastoletnich uczennic.
54-letni ojciec dziewczyny wydał oświadczenie, w którym przeprosił rodzinę ofiary. Powiedział, że „czynu mojej córki nie można wybaczyć w żaden sposób”. 5 października 2014 roku okazało się, że ojciec morderczyni popełnił samobójstwo przez powieszenie.
W 2014 roku na kilka tygodni przed morderstwem ujawniono, że psychiatra, który badał dziewczynkę, skontaktował się z Centrum Poradni Dziecięcej w Nagasaki, aby ostrzec, że może ona popełnić morderstwo. Jednak to ostrzeżenie nie zostało uwzględnione, a w 2015 roku troje urzędników Centrum Poradni ds. Dzieci w prefekturze Nagasaki zostało oficjalnie upomnianych przez rząd prefektury, który stwierdził, że ośrodek „nie wypełnił swoich obowiązków”.